# Metropolitanato de Éfeso

Mapa de las sedes metropolitanas del patriarcado de Constantinopla en Anatolia circa 1880.

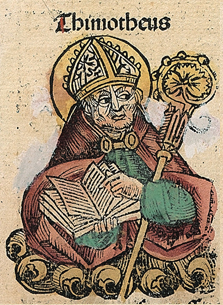
El primer obispo, san Timoteo, en la Crónica de Nuremberg (1493).

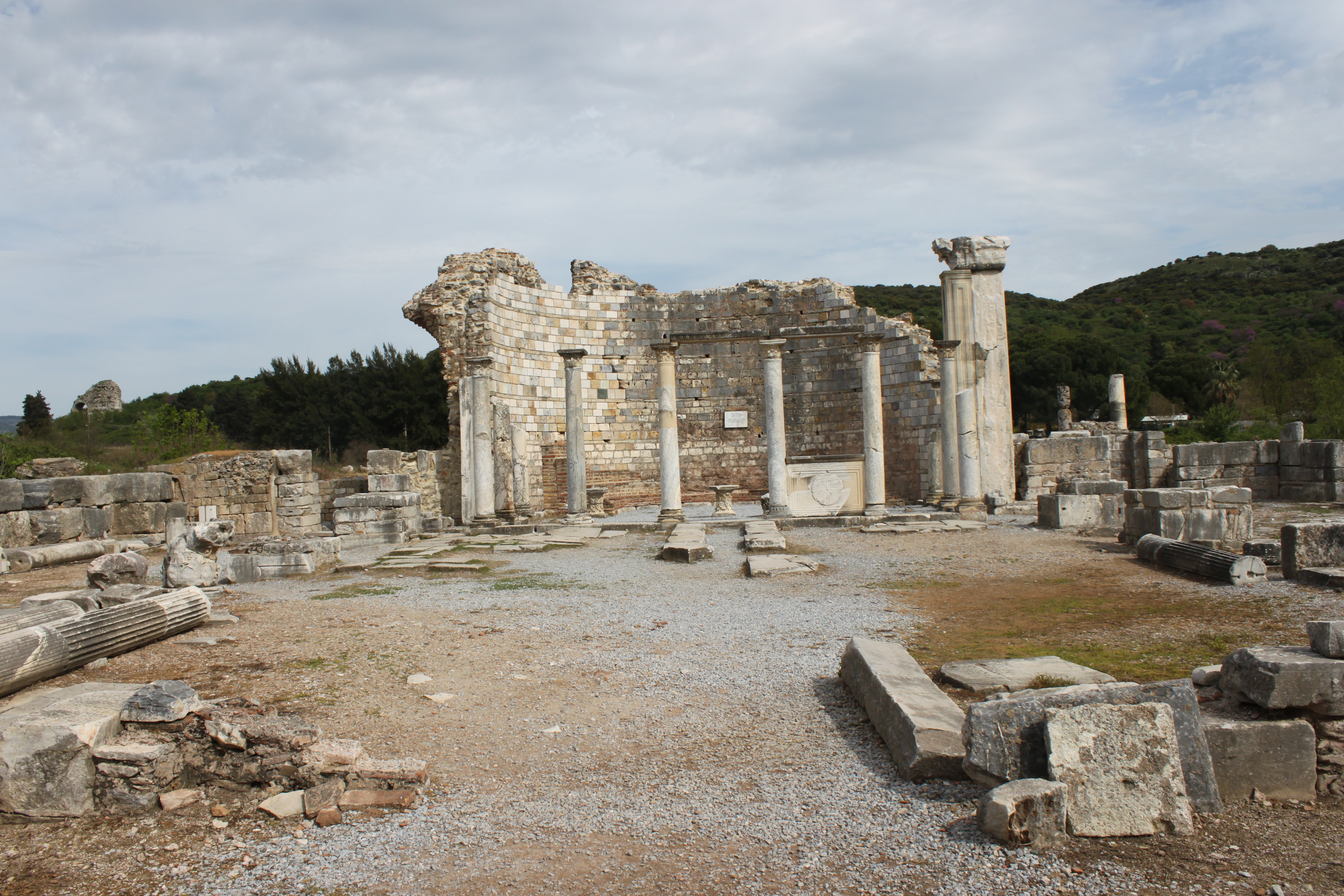
Ruinas de la iglesia de la Virgen María.

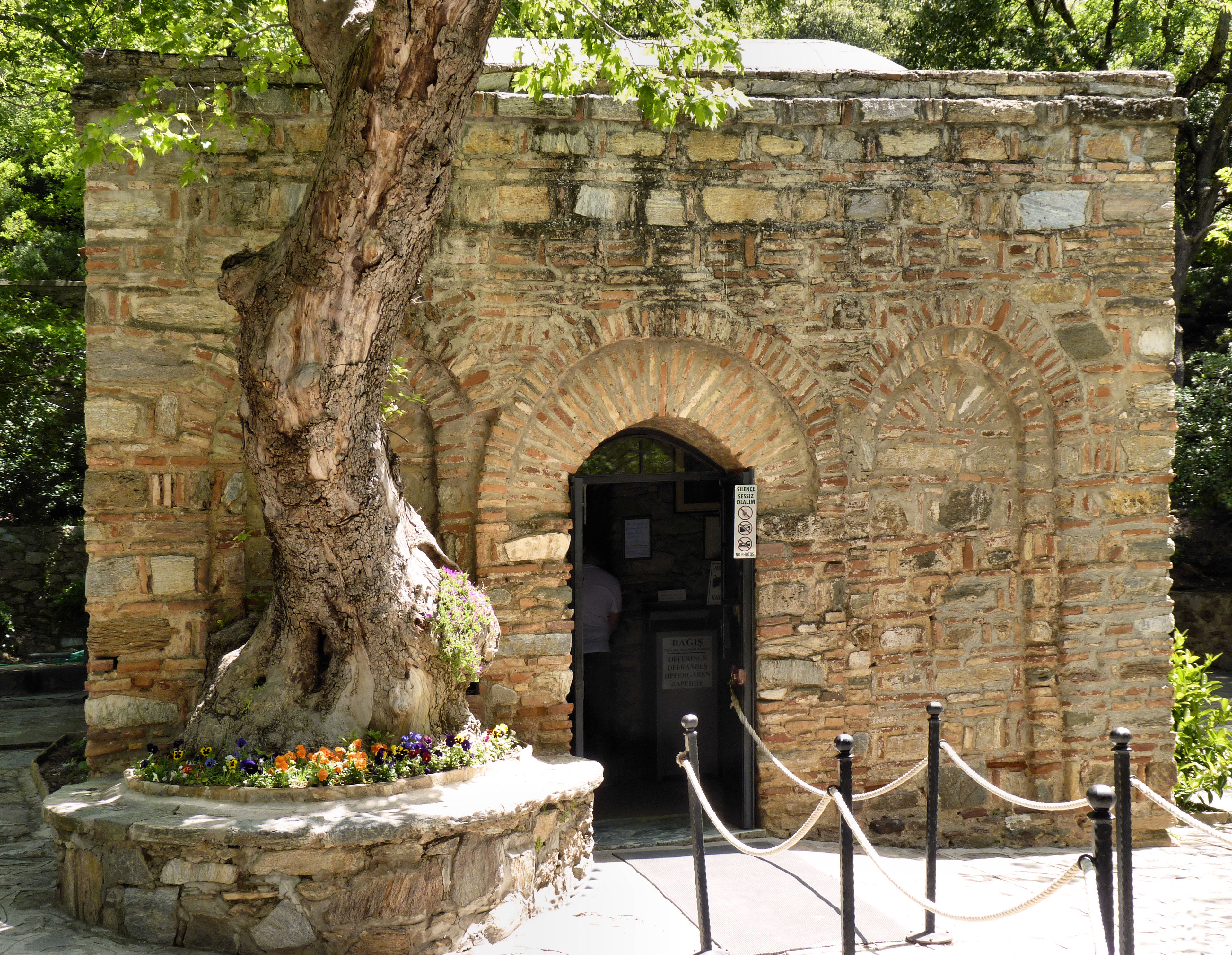
La presunta casa de la Virgen María.

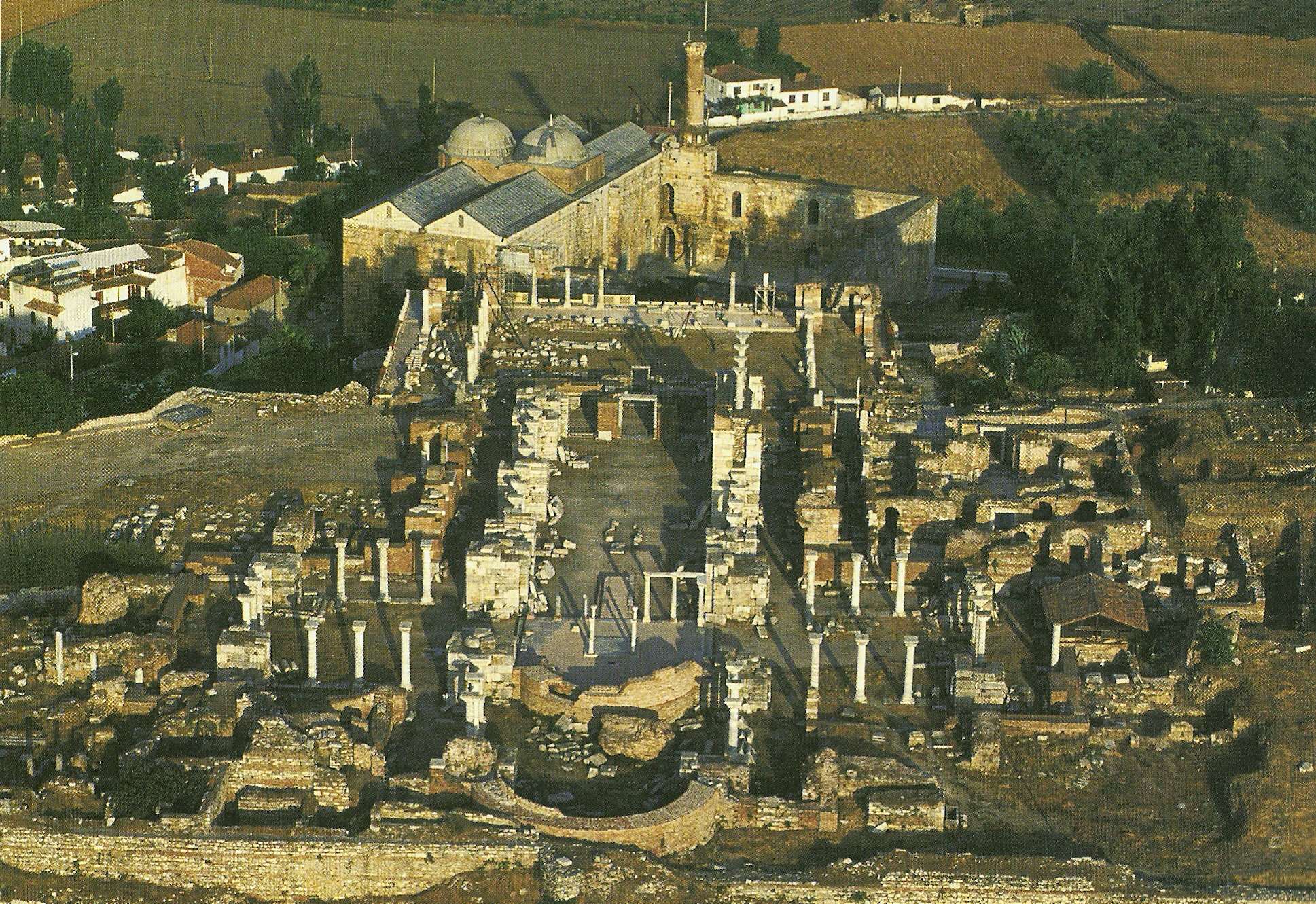
Vista aérea de los restos de la iglesia de San Juan.

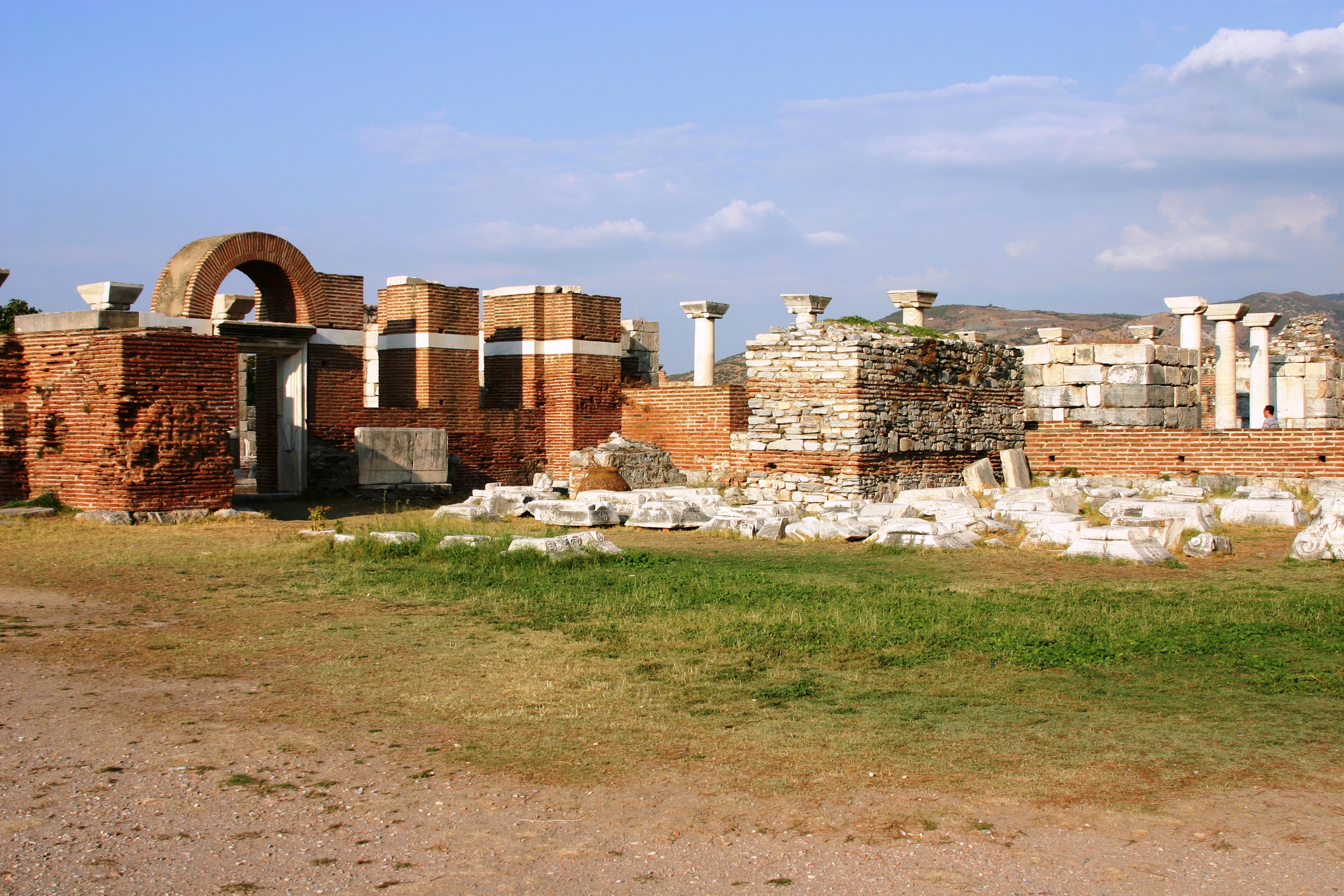
Ruinas de la catedral de San Juan en Éfeso.

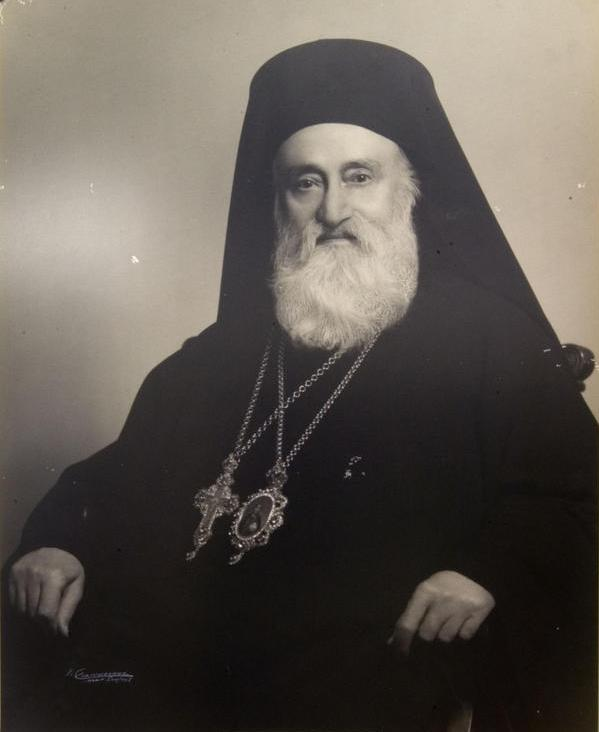
Crisóstomo, último metropolitano residencial de Éfeso.

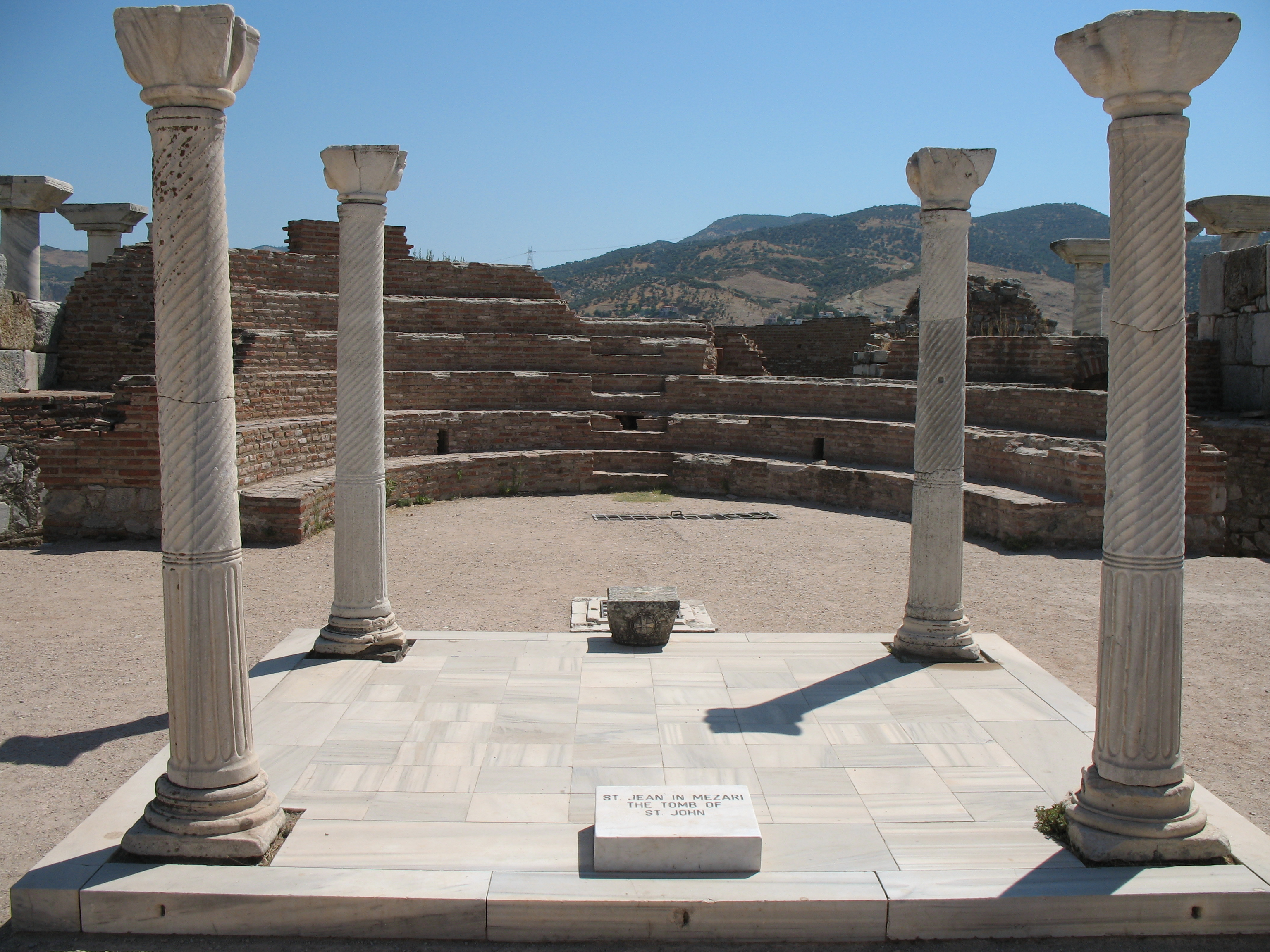
Tumba del apóstol Juan en Éfeso.

El metropolitanato de Éfeso (en griego: Ιερά Μητρόπολη Εφέσου) es una diócesis de la Iglesia ortodoxa perteneciente al patriarcado de Constantinopla, que ha sido ocupada por algunos metropolitanos titulares desde el exilio de sus fieles en 1922. Su sede estuvo en Éfeso, una ciudad hoy en ruinas cuya ubicación está cerca de la localidad de Selçuk en Turquía, hasta su transferencia en 1402 a Nueva Éfeso (la actual Kuşadası). Las ruinas de Éfeso se hallan hoy dentro del metropolitanato de Heliópolis y Tira. Su titular lleva el título de metropolitano de Éfeso, el más honorable ('hipertimos') y exarca de toda Asia (en griego: Ο Εφέσου, υπέρτιμος και έξαρχος πάσης Ασίας). Es la antigua sede metropolitana de la provincia romana de Asia en la diócesis civil Asiana y en el patriarcado de Constantinopla.

## Territorio
El territorio del metropolitanato está formado por dos secciones separadas que se encuentran en las provincias de Esmirna, Aydın y Manisa. El área de Nueva Éfeso limita al norte y al este con el metropolitanato de Heliópolis y Tira; al sur con el metropolitanato de Anea; y al oeste con el mar Egeo. El área mayor limita al norte con los metropolitanatos de Pérgamo y Adramitio y Cícico; al este con el metropolitanato de Filadelfia; al sur con los metropolitanatos de Heliópolis y Tira, Krini (sección Mitrópolis) y Anea (sección Notio); y al oeste con los metropolitanatos de Briula, Pérgamo y Adramitio y Esmirna y con el mar Egeo.
Además de Kuşadası, otras localidades del metropolitanato son: Kemalpaşa, Turgutlu, Menemen, Foça, Yenifoça, Akhisar (la antigua Tiatira), Kırkağaç y Soma.

## Historia

### Orígenes de la Iglesia de Éfeso
Éfeso, cuyas ruinas se encuentran hoy cerca de la ciudad de Selçuk, fue la sede de una antigua comunidad cristiana cuyos orígenes se remontan a la predicación del apóstol Pablo (Hechos de los Apóstoles 19.1-10), quien habría visitado la ciudad circa 53. Pablo emprendió su tercer viaje misionero en el año 54 y pasó tres meses enseñando en una sinagoga en un esfuerzo por hacer que los judíos aceptaran la unión con los gentiles en el cristianismo, pero sin éxito. Durante los siguientes dos años permaneció en Éfeso buscando convertir a judíos y gentiles helenizados, y parece haber hecho muchos conversos. Según lo que informa la Primera epístola a Timoteo (1,3), tomada de Eusebio de Cesarea en su Historia eclesiástica, el primer obispo de la ciudad fue san Timoteo, discípulo de Pablo y constituido por él responsable de la comunidad cristiana efesia. En las Epístolas paulinas también se incluye la Epístola a los efesios, atribuida por tradición a Pablo, pero probablemente el trabajo de un discípulo o autor cristiano posterior. Según los menólogos griegos, san Cayo sucedió a Timoteo, identificado con el Cayo de Derbe mencionado en los Hechos de los Apóstoles (20.4).
Según una antigua tradición, ya atestiguada por Ireneo de Lyon en la segunda mitad del siglo II, y luego nuevamente por Polícrates de Éfeso y Eusebio de Cesarea, el evangelista y apóstol Juan habría vivido los últimos años de su vida en Éfeso y allí moriría. La tradición bizantina siempre ha reconocido y mostrado la tumba del apóstol en Éfeso, sobre la cual se construyó una basílica monumental. El vínculo entre Éfeso y Juan está atestiguado por el hecho de que es una de las Siete Iglesias de Asia a la que se dirigen los mensajes al comienzo del libro de Apocalipsis, atribuidos precisamente al apóstol (2,1-7). Otra tradición, menos antigua y también relacionada con la presencia de Juan en la ciudad, se refiere a la muerte de la Virgen María en Éfeso.
Se desconoce la relación entre Pablo y Juan con la primera comunidad cristiana de la ciudad. El primer hecho cierto de la era subapostólica es la carta de Ignacio de Antioquía dirigida a los cristianos de Éfeso a principios del siglo II, donde se menciona al obispo Onésimo, el primero documentado históricamente.

### Provincia eclesiástica
Con la reforma de Dioclesiano al Imperio romano, Éfeso se convirtió en la capital de la provincia romana de Asia, en la diócesis civil del mismo nombre y al mismo tiempo se elevó al rango de sede metropolitana de la provincia asiática. El Concilio de Nicea I en 325 aprobó la ya existente organización eclesiástica según la cual el obispo de la capital de una provincia romana (el obispo metropolitano) tenía cierta autoridad sobre los otros obispos de la provincia (sufragáneos), utilizando por primera vez en sus cánones 4 y 6 el nombre metropolitano. Quedó así reconocido el metropolitanato de Éfeso en la provincia romana de Asia. El canon 6 reconoció las antiguas costumbres de jurisdicción de los obispos de Alejandría, Roma y Antioquía sobre sus provincias, aunque no mencionó a Éfeso, su metropolitano también encabezaba de la misma manera a los obispos de la diócesis civil de Asia como exarca de Asia.
Desde 325, Éfeso ejerció la primacía de honor sobre los metropolitanatos de Asia: Kyzikos, Sardes, Laodicea, Synnada, Antioquía de Pisidia, Afrodisias, Perge y Rodas. Luego se le agregaron los de Mira, Sidi (ambos separados de Perge), Iconio (separado de Antioquía). El canon 28 del Concilio de Calcedonia en 451 pasó al patriarca de Constantinopla las prerrogativas del exarca de Asia, por lo que el metropolitanato de Éfeso pasó a ser parte del patriarcado.
Varias docenas eran las diócesis sufragáneas que dependían del metropolitano efesio. En el Concilio de Calcedonia en 451, 39 obispos firmaron las actas después del metropolitano Basiano.
En la primera Notitia Episcopatuum conocida, atribuida al pseudo-Epifanio y datada a mediados del siglo VII, la sede de Éfeso aparece en el segundo lugar en el orden jerárquico de las metrópolis del patriarcado de Constantinopla, después de Cesarea de Capadocia, con 36 diócesis sufragáneas: Hypepa, Tralle, Magnesia en el Meandro, Elaia, Adramitio, Asso, Gargara, Mastaura, Caloe, Briula, Pitane, Mirina, Foca, Aureliópolis, Nisa de Asia, Maschakomeis, Metrópolis, Bareta, Magnesia y Anelion, Anineta, Pérgamo, Priene, Arcadiópolis, Anea, Dioshieron, Euaza, Sieis, Kolophone, Lebedo, Teos, Eritre, Eklyzomenina, Antandro, Teodosiópolis, Perpereno, Cime, Paleópolis. Durante el Concilio de Nicea II en 787, 31 obispos firmaron las actas después del metropolitano Juan III. En la Notitia compuesta en la época del emperador León VI (principios del siglo X) hay 34 diócesis sufragáneas atribuidas a Éfeso.
A mediados del siglo IX, Esmirna, una de las sufragáneas de Éfeso, fue elevada al rango de sede metropolitana. En la época del patriarca Nicolás I Místico, se le atribuyen cuatro sufragáneas, todas tomadas de la provincia eclesiástica de Éfeso: Phocea, Magnesia, Clazomene y Arcángel.
La última Notitia que enumera las listas de sufragáneas, que data del siglo XII, todavía atribuye 34 sufragáneas a Éfeso. Los sínodos patriarcales del siglo XIII mencionan entre 16 y 21 obispos sufragáneos de Éfeso, en un momento en que, con la progresiva ocupación otomana de la región, la presencia cristiana disminuyó y el número de diócesis, cuyos territorios se redujeron anexádolas al de la arquidiócesis de Éfeso. Las sedes sufragáneas variaron: 37 en el siglo VII, 40 en el siglo IX, 33 en el siglo XII, y ninguna en el siglo XVI.

### Período bizantino
La ciudad fue la sede de uno de los concilios ecuménicos de la antigüedad, el Concilio de Éfeso celebrado en 431 y al que asistieron unos 200 obispos. Además, en 449, se celebró un segundo concilio, no reconocido por las principales Iglesias cristianas como ecuménico, y conocido entre los teólogos católicos y ortodoxos como Latrocinio de Éfeso.
En la segunda mitad del siglo V, la sede de Éfeso estuvo ocupada durante cierto tiempo por Pablo I, obispo monofisita, partidario del patriarca alejandrino Timoteo Eluro. Pablo fue depuesto con el advenimiento del trono imperial de Zenón (475). El siglo VI está marcado por la presencia de dos importantes obispos: Hipatio (519-circa 540/541), particularmente activo en la lucha contra el monofisismo y Juan (circa 558-circa 588), obispo jacobita e historiador bizantino.
En el siglo VIII la sede de Éfeso estuvo involucrada en la lucha iconoclasta, apoyada en particular por el emperador León III Isáurico (717-741). El obispo san Hipario y el sacerdote Andrés son venerados como santos el 21 de septiembre.
En 1054 se produjo el Cisma de Oriente y los metropolitanos de Éfeso quedaron dentro de la Iglesia ortodoxa de Constantinopla. En la segunda mitad del siglo XI, Miguel VII Ducas era metropolitano de Éfeso, quien después de abdicar como emperador bizantino, se convirtió en monje y fue elegido miembro de la sede de Éfeso en 1078. Unos años después (circa 1085) Éfeso fue conquistada por el Imperio selyúcida y Miguel regresó a Constantinopla, en donde vivió el resto de su vida. En 1097 Éfeso fue reconquistada por los bizantinos. Tras la conquista cruzada de Constantinopla (1204), la metrópolis efesia se convirtió en parte del Imperio de Nicea y no se conocen arzobispos latinos de Éfeso para el siglo XIII. Negociaciones para una unión entre la Iglesia católica y las Iglesias ortodoxas, iniciadas por el emperador de Nicea Teodoro I Láscaris (1205-1222), vieron a un oponente en el metropolitano Nicolás Mesarita.

### Período otomano
Entre octubre de 1304 y 1305 Éfeso fue nuevamente conquistada por los turcos selyúcidas, quienes transformaron la iglesia de San Juan en una mezquita, según lo informado por Mateo I, quien está documentado en la sede de Éfeso de 1329 a 1351 en reemplazo de Miguel (que había escapado a Creta). Mateo debió esperar 10 años para que los emires locales le permitieran ingresar a la ciudad y usar una capilla como su nueva catedral, pues todas las iglesias habían sido convertidas en mezquitas. Magnesia cayó en manos selyúcidas en 1313. En 1368 el patriarca de Constantinopla emitió un pronunciamiento por el que unió al metropolitano de Pyrgion con Éfeso a causa de que el metropolitano de Éfeso no había podido volver a entrar en su Iglesia durante los tres años anteriores por la hostilidad local. En 1387 la pequeña comunidad no podía mantener ni siquiera a un sacerdote y como resultado, al metropolitano se le concedieron las sedes de Pérgamo, Clazomenae y Nueva Foça.
Éfeso en 1390 y Magnesia en 1398, pasaron al Imperio otomano. A partir de ese momento comenzó un largo período de crisis para Éfeso y para la comunidad cristiana local ya que las conversiones de la población indígena al islam, a menudo por la fuerza, fueron a gran escala. Ya en el siglo VIII/IX, se había construido una ciudadela fortificada cerca de la antigua ciudad costera, Aya Solouk (hoy Selçuk), un nombre derivado del griego Hagios Theologos ('Santo Teólogo'), en referencia al apóstol y evangelista Juan. Poco a poco los habitantes se mudaron allí, abandonando así el centro antiguo. Además, su constante islamización redujo en gran medida la comunidad cristiana. Esto llevó a un aumento del territorio bajo la jurisdicción de los metropolitanos efesios, que además de Asia, también se extendió a Caria y por un tiempo también en Lidia.
En 1402 Éfeso fue destruida por los ejércitos de Tamerlán, por lo que fue abandonada y los metropolitanos se mudaron a Nea Ephesos ('Nueva Éfeso', hoy Kuşadası), a 10 km al suroeste del centro antiguo. Durante el siglo XVI la sede de la metrópolis fue transferida a Teira (la actual Tire), mientras que probablemente a fines del siglo XVII se trasladó nuevamente a Manisa, la antigua Magnesia ad Sipylum, ubicada a 110 km al norte. Tamerlán entregó el área del metropolitanato a los beylicatos de Aydın y de Saruhan pero en 1424 Éfeso fue recuperada por los otomanos.
En ese momento, tras el aumento del elemento ortodoxo griego en Anatolia, se erigieron nuevas diócesis, lo que redujo el área de competencia de los metropolitanos efesios. Sin embargo, la jurisdicción de la diócesis de Éfeso todavía incluía una gran área en el oeste de Anatolia, dividida en tres distritos: Magnesia, Kordelio y Kydonies (hoy Ayvalik). La creación de nuevas diócesis condujo a la restauración de la provincia eclesiástica de Éfeso. En 1774 fue creada la diócesis de Iliópolis (antigua Tralle) y Thyateira y en noviembre de 1806 la diócesis de Krini (antigua Eritre) y Anea (separadas en 1883). Las 3 diócesis fueron sufragáneas de Éfeso hasta que en el siglo XX pasaron a ser metropolitanatos, en 1901, 1903 y 1917 respectivamente.
En 1821 Dionisio Kalliarchis fue uno de los metropolitanos ejecutados por los otomanos en represalia por la guerra de independencia griega. Después de 1900 la sede del metropolitanato fue transferida a Kordelio (Karshiyaka), que hoy es el barrio norte de Esmirna.
A principios del siglo XX, debido al aumento de la presencia cristiana en la región, el territorio de la arquidiócesis se redujo aún más debido a la creación de tres nuevas sedes metropolitanas, Kydonies en 1908, Vrioulon y Pérgamo, ambas en 1922. En esos años había 13 000 griegos en Magnesia y 10 000 en Kordelio.
La mayor parte de la diócesis (incluyendo Magnesia) se convirtió en parte de la zona de ocupación de Esmirna controlada por el ejército griego en mayo de 1919, mientras que el resto del territorio del metropolitanato fue ocupado en junio de 1920. Nueva Éfeso, sin embargo, fue capturada por fuerzas de Italia el 5 de mayo de 1919, y permaneció en sus manos hasta su retirada el 18 de abril de 1922 cuando pasó a los griegos. El 5 de agosto de 1922 el área fue abandonada por el ejército griego ante el avance del ejército turco. La población ortodoxa huyó a Grecia o fue masacrada por las fuerzas turca. Tras el Tratado de Lausana, para poner fin a la guerra greco-turca, en 1923 se implementó un intercambio de poblaciones entre Grecia y Turquía que condujo a la extinción total de la presencia cristiana ortodoxa en el territorio del metropolitanato de Éfeso. Antes de la guerra Aya Solouk tenía 3000 habitantes, todos griegos. El último metropolitano residente fue Temistocles Chatzistavrou, transferido a la sede de Rodas en febrero de 1924 y luego, con el nombre de Crisóstomo II, elegido arzobispo de Atenas y primado de la Iglesia ortodoxa de Grecia de 1962 a 1967. Posteriormente el metropolitanato ha estado vacante en 4 largos períodos, con solo la designación de 3 metropolitanos titulares.

## Cronología de los obispos
- San Timoteo † (siglo I)
- San Cayo † (finales del siglo I)
- San Onésimo † (mencionado circa 107)
- Policrato † (mencionado circa 196)
- Apolonio †
- Menofanto † (antes de 325-después de 349)[14]
- Evecio † (antes de 365?-después de 381)[14]
- Agapio † (mencionado circa 385)[14]
- Castino † (antes de 400)[14]
- Antonino † (antes de 400-fallecido a fines de 400/principios de 401)[14]
- Heráclides † (401-circa 404 renunciado o depuesto)[14]
- Anónimo (circa 404-?) (usurpador)[14]
- Memnon † (antes de 428-circa 443 falleció)[14]
- Basilio I † (circa 443-444 falleció)[14]
- Basiano † (444-15 de abril 448 depuesto)[14]
- Esteban I † (448-451 depuesto)[14]
- Juan I † (451-después de 457)[14]
- Pablo I † (antes de 475-476 depuesto)[14]
- Anónimo (circa 476-después de 482) (usurpador)[14]
- Juliano † (finales del siglo V)[14]
- Eterio † (mencionado circa 500) (obispo monofisita)
- Pedro † (antes de 502/503)[14]
- Teosebio † (antes de 503-519 falleció)[15]
- Hipatio I † (519-circa 540/541 depuesto)[16]
- Andrés † (541-después de 553) 
  - Procopio † (mencionado en 548/549) (obispo monofisita)[14]
  - Eutropio † (mencionado en 548/549) (obispo monofisita)[14]
- Abraham † (segunda mitad del siglo VI) 
  - Juan † (circa 558-circa 588 falleció) (obispo jacobita)
- Rufino † (mencionado en 596)[14]
- Juan II † (circa 575/625)[14]
- Teodoro I † (mencionado en 680/681)
- Esteban II † (mencionado en 691/692)
- Filomeno † (circa siglo VII/VIII)[17]
- Anónimo † (mencionado en circa 714)[18]
- San Hipario II † (mencionado circa 735)
- † Teodosio (antes de 754-después de 763/764)
- Juan III † (mencionado en 787)
- Teodoro II † (circa siglo VIII/IX)
- Juan IV † (principios del siglo IX)
- Nicolás I † (primera mitad del siglo IX)
- Pablo II † (primera mitad del siglo IX)
- Teófilo † (antes de la 815/821-después de 824)
- Marcos I † (mencionado en 833)
- Teófanes I † (mencionado en 861)[19]
- Basilio II † (mencionado en 869/870)
- † Gregorio I (mencionado en 879/880)
- Juan V † (principios del siglo X)
- Constantino I † (principios del siglo X)
- Gregorio II † (antes de circa 913-después de 927)
- Esteban III † (?-circa 945 falleció)
- Anónimo † (mencionado circa 945)
- Anónimo † (mencionado en 959)
- Teodoro III † (antes de 987/989-después de 1018/1019)
- Ciriaco † (antes de 1027-después de 1039)
- Teófanes II † (primera mitad del siglo XI)
- Teofilacto † (mediados del siglo XI)
- Nicéforo I † (antes de 1071-después de 1072)
- Miguel Ducas † (mencionado en 1078)
- Juan VI † (circa del siglo X/XII)
- Juan VII † (mencionado en 1144/1147)
- Jorge Tornikes † (1155-falleció circa 1156)
- Constantino II † (mencionado circa 1160)
- Nicolás II † (antes de 1167-después de 1177)
- Jorge † (antes de 1191-después de 1192)
- Juan VIII † (mencionado en 1195)
- Nicolás Mesarite † (antes de 1213-después de 1216)
- Jasitas † (mencionado circa 1220)
- N. Monasteriotes † (mencionado en 1224 o 1225)
- Juan IX † (mencionado en 1227 y 1229)
- Nicéforo II † (mencionado en 1230)
- N. Manasés † (antes de 1233-circa 1237/1238 falleció)
- Constantino Claudiopolites † (circa 1237/1238-circa 1239 renunció)
- Nicéforo III † (1240-marzo de 1260 elegido patriarca de Constantinopla)
- Isaac † (1260-después de 1279)
- Juan Kheilas † (circa 1283/1284-después de 1289)
- Juan X † (mencionado en 1300)
- Mateo I † (antes de 1329-junio de 1351)
- Neófito I † (mencionado en 1368)
- Teodoreto † (1368-después de 1388)
- Máximo † (1390-1393)
- Mirón † (mencionado en 1393)
- José † (1393-21 de mayo de 1416 elegido patriarca de Constantinopla)
- Mateo II † (antes de 1426-después de 1427)
- Manuel † (1431-1437)
- Josafat I † (mencionado en 1437)
- Marcos II † (1437-23 de junio de 1444 falleció)
- Neófito II † (antes de 1467-después de 1477)
- Daniel † (antes de 1484-después de 1488)
- Josafat II † (antes de 1522-después de 1523)
- Lucas † (mencionado en 1561)
- Gregorio III † (mencionado en 1564)
- Atanasio I † (antes de 1568-1577)
- Sofronio † (1577-después de 1606)
- Gabriel I † (antes de 1613-1625 renunció)
- Ignacio I † (1625-diciembre de 1626)
- Gabriel I † (diciembre de 1626-1627) (por segunda vez)
- Silvestre † (1 de octubre de 1627-abril de 1631)
- Melecio I † (28 de abril de 1631-mayo de 1639 renunció)
- Antimo I † (mayo de 1639-después de julio de 1639)
- Melecio I † (1639-febrero de 1642) (por segunda vez)
- Paisio I † (16 de febrero de 1642-10 de septiembre de 1645 renunció)
- Ignacio II † (10 de septiembre de 1645-1655/56)
- Paisio I † (1656-después de 1672) (por segunda vez)[20]
- Atanasio II † (mencionado en 1683)
- Teófanes III † (antes de 1688-1704)
- Partenio † (1704-?)
- Cipriano † (circa 1710-?)[20]
- Cirilo † (mencionado en desde el 1712 al 1725)
- Gabriel II † (1745-abril de 1746)
- Joaquín † (abril de 1746-1747)
- Dionisio I † (19 de agosto de 1747-1753)
- Nataniel † (23 de noviembre de 1753-febrero de 1762)
- Dionisio II † (27 de febrero de 1762-24 de mayo de 1763)
- Melecio II † (31 de mayo de 1763-febrero de 1780)
- Samuel † (febrero de 1780-junio de 1801 falleció)
- Macario II Balasakis † (junio de 1801-1803 falleció)
- Dionisio III Kalliarchis † (septiembre de 1803-10 de abril de 1821 ejecutado por los otomanos)
- Macario III † (abril de 1821-diciembre de 1830 falleció)
- Crisanto † (diciembre de 1830-1836 falleció)
- Gerásimo Domninos † (de septiembre de 1836-1837 falleció)
- Antimo II Ioannidis † (1 de abril de 1837-4 de diciembre de 1845 elegido patriarca de Constantinopla)
- Antimo III Koutalianos † (diciembre de 1845-14 de julio de 1853 renunció)
- Paisio II † (14 de julio de 1853-25 de mayo de 1872 suspendido)
- Agatángelo I Gavrilidis † (25 de mayo de 1872-26 de abril de 1893 falleció)
- Constantino III Valliadis † (30 de abril de 1893-2 de abril de 1897 elegido patriarca de Constantinopla)
- Joaquín II Efthyvoulis † (10 de mayo de 1897-10 de enero de 1920 falleció)
- Crisóstomos I Chatzistavrou † (19 de febrero de 1922-5 de febrero de 1924 elegido metropolitano de Rodas) (fue el último residencial)
- Calínico Fotiadis † (8 de mayo de 1924-16 de enero de 1926 falleció)
  - Sede vacante (1926-1932)
- Agatángelo II Konstantinidis-Magnis † (28 de junio de 1932-16 de agosto de 1935 falleció) (metropolitano titular)
  - Sede vacante (1935-1948)
- Máximo II Vaportzis † (27 de marzo de 1948-1 de enero de 1972 falleció) (metropolitano titular)
  - Sede vacante (1972-1991)
- Crisóstomo II Konstantinidis † (10 de diciembre de 1991-13 de octubre de 2006 falleció) (metropolitano titular)
  - Sede vacante (desde 2006)